# Gabe Ibáñez
Gabe Ibáñez (Madrid, 7 de juny de 1971) és un director de cinema i supervisor d'efectes especials espanyol. Es va llicenciar en Ciències de la Imatge per la Universitat Complutense de Madrid on va fundar Extipo, una associació per l'estudi i desenvolupament de la imatge generada per ordinador.
Des del 1992 es va incorporar al camp de la postproducció digital i va treballar com a artista 3D i supervisor d'efectes visuals en cinema i publicitat. Des de l'any 2000 treballa com a director comercial i l'any 2001 va fundar UserT38, una empresa dedicada a la preproducció i postproducció digital.
El 2006 va dirigir un primer curtmetratge Máquina que va rebre el premi al millor director a la secció curtmetratges del festival Buenos Aires Rojo Sangre i el premi especial del jurat al Festival Internacional de Curtmetratges de Clermont Ferrand. El seu primer llargmetratge, Hierro fou estrenat a la Setmana Internacional de la Crítica del 62è Festival Internacional de Cinema de Canes. El 2014 va estrenar Autómata, protagonitzada per Antonio Banderas i que fou presentada al XLVII Festival Internacional de Cinema Fantàstic de Catalunya.
Des del 2023 és director de la productora Bambina.

## Filmografia

### Supervisor d'efectes especials
- El día de la bestia, d'Álex de la Iglesia (1995)
- El niño invisible, de Rafael Monleón (1995)
- Perdita Durango, d'Álex de la Iglesia (1997)
- El corazón del guerrero, de Daniel Monzón (1999)

### Director
- Máquina (2006) - curtmetratge
- Hierro (2009)
- Autómata (2014)
- El silencio - 3 episodis (2023)